# Рик Ван Лой
Рик Ван Лой (на нидерландски: Rik Van Looy) е белгийски колоездач.

## Биография
Той е роден на 20 декември 1933 година в Гробендонк, провинция Антверпен. Занимава се с колоездене от ранна възраст, като най-големи успехи има през 50-те и 60-те години. На два пъти печели световния шампионат по колоездене на шосе (1960 и 1961) и към 2014 година заема девето място по спечелени етапи в Големите обиколки – общо 37: 7 в Обиколката на Франция, 12 в Обиколката на Италия и 18 в Обиколката на Испания.
Рик Ван Лой умира на 17 декември 2024 година.